# Relaciones Chile-Irán
Las relaciones Chile-Irán son las relaciones internacionales entre la República de Chile y la República Islámica de Irán.

## Historia
Las relaciones diplomáticas entre la República de Chile y el Estado sublime de Persia (actual Irán) fueron establecidas el 30 de marzo de 1903. Estas se rompieron el 16 de agosto de 1980, una vez asumido el gobierno de la Revolución iraní, pero fueron reanudadas en diciembre de 2015.
El primer embajador de Chile en Teherán fue Arturo Yovane Zúñiga, general de Carabineros, quien tras el golpe de Estado del 11 de septiembre de 1973 ocupó el cargo de ministro de Minería. El día 2 de noviembre de 1974 presentó sus cartas credenciales al Sha Mohammad Reza Pahlaví. En 1976 fue reemplazado por Felipe Geiger Stahr, Coronel del Ejército.
Hasta la ruptura de las relaciones diplomáticas por parte de Irán, la mayor parte de los esfuerzos en fortalecer los vínculos diplomáticos se produjeron desde Chile. Durante estos años, el embajador concurrente iraní estaba en Buenos Aires. Durante la guerra Irán-Irak, el régimen militar ofreció armamento a la República Islámica, pero a causa de varios incidentes así como de la negativa de los Estados Unidos, no llegó a materializarse.
En agosto de 2016, el ministro de Relaciones Exteriores iraní, Mohamad Yavad Zarif, visitó Santiago, siendo recibido en la sede de la cancillería chilena por su par Heraldo Muñoz. En la ocasión suscribieron un memorándum de entendimiento de consultas políticas entre ambos países. La visita de Zarif fue criticada por la comunidad judía en Chile y por grupos de defensa de las minorías sexuales.

## Relaciones comerciales
En 2022, el intercambio comercial entre ambos países ascendió a los 16 millones de dólares estadounidenses, lo que supuso un -37% de crecimiento promedio anual en los últimos cinco años. Los principales productos exportados por Chile fueron medicamentos y carragenina, mientras que Irán exportó mayoritariamente alcaloides de opio y preparaciones de confituras.

## Misiones diplomáticas
- Chile tiene una embajada en Teherán.[9]
- Irán tiene una embajada en Santiago de Chile.[10]